# Fédération française de voitures radio commandées
La  fédération française de voitures radio-commandées (FFVRC), fondée en 1975, est l’une des associations sportives nationales agréée par le Ministère des Sports, qui regroupe avion, bateau, hélicoptère, voiture, moto, camion... (électrique et thermique).

## Historique
En 1975 la fédération française de voitures radio-commandées est créée où seules les disciplines de vitesses sont représentées. En 1980 les disciplines du tout-terrain y sont incorporées. En 2000 les  compétitions régionales, nationales et internationales, se développent. 
Elle regroupe en 2019 15 ligues régionales.

### Rôle de la FFVRC
Les actions de la FFVRC sont notamment :
- la délivrance de licences,
- l'établissement d'un calendrier des épreuves,
- l'approbation des circuits,
- la délivrance des permis d'organisation des épreuves,
- le contrôle des épreuves ayant reçu un permis d'organisation,

## Événements et compétitions phares
- Championnats de France[3],[4].

- Coupe de France[5].

- Sélections des équipes de France pour les compétitions internationales ainsi que les championnats d’Europe et du Monde.

## Liens connexes
- Modélisme automobile